# LaGuardia Airport
LaGuardia Airport (IATA: LGA, ICAO: KLGA, FAA LID: LGA) är en flygplats i New York i New York i USA. Den styrs av hamnmyndigheten i New York och New Jersey, som även har Newark Liberty, John F. Kennedy International Airport och Teterboro Airport. LaGuardia ligger i Flushing i Queens i New York, omkring 13 kilometer från centrala Manhattan. LaGuardia Airport är huvudsakligen en inrikesflygplats. LaGuardia har några utrikes destinationer i Kanada samt säsongsflygningar till Aruba, Bahamas och Bermuda. Dessa orter har så kallad "pre-clearence" och behöver inte gå igenom pass- och tullkontroll i USA, något som LaGuardia saknar.
Flygplatsen är uppkallad efter Fiorello LaGuardia som var New Yorks borgmästare från 1934 till 1945. Från början hette flygplatsen dock Glenn H. Curtiss Airport, för att hedra flypionjären Glenn Hammond Curtiss och hette sedan för en tid North Beach Airport.
Nyligen fick Skanska i uppdrag att bygga om flygplatsen.

## Terminaler

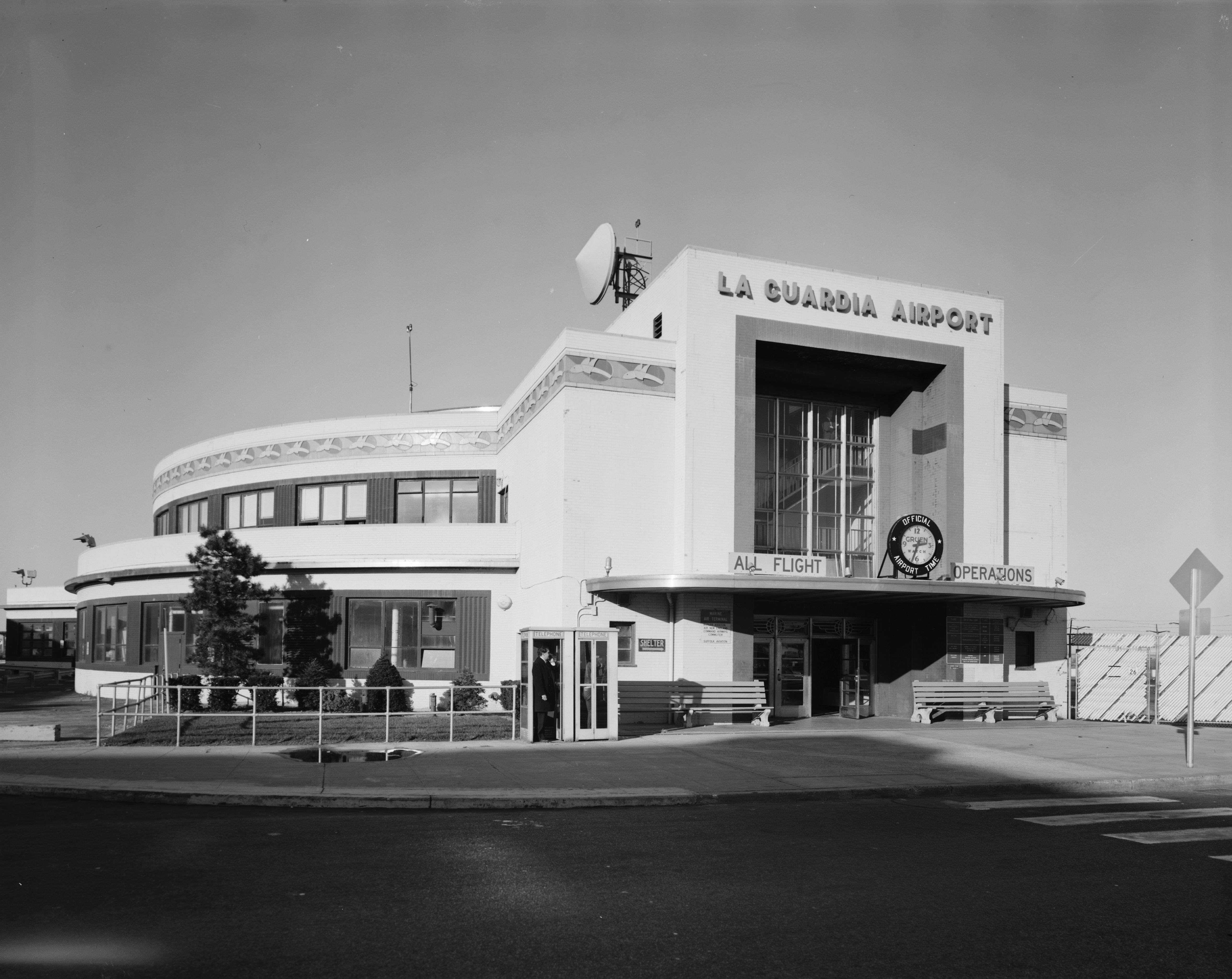
Marine Air Terminal 1974.

LaGuardia har fyra terminalbyggnader, mellan terminalerna kan man antingen gå eller använda skyttelbuss.
Central Terminal Building (CTB) är huvudterminalen på LaGuardia Airport. Den består av fyra pirer. Härifrån flyger alla bolag utom Delta Air Lines, Northwest Airlines samt US Airways. Största flygbolag som använder CTB är American Airlines.
Delta Terminal är Delta Air Lines huvudterminal. Används av Delta Air Lines och Northwest Airlines inklusive Northwest Airlink.
Marine Air Terminal är LaGuardias äldsta terminalbyggnad. Användes av PanAms marina flygplan under 1930-talet. Används idag av Delta Air Lines.
US Airways Terminal är US Airways terminal. Används endast av US Airways.